# Lys (affluent de l'Escaut)
Pour le torrent du même nom en Vallée d'Aoste, voir Lys.
Pour les articles homonymes, voir Lys (homonymie).
La Lys (prononcer [lis] ; Leie en néerlandais) est une rivière du Nord de la France et de Belgique, affluent en rive gauche de l'Escaut qu'elle rejoint à Gand. L'essentiel de son cours est aujourd'hui canalisé. La rivière donne son nom aux durs combats qui opposèrent, du 23 au 28 mai 1940, les armées belge et allemande : la bataille de la Lys.

## Étymologie
La Lys est mentionnée pour la première fois dans un document de 694 où on signale que le lieu-dit de Sloten — autrement dit l'emplacement de l'actuelle reconstitution du sanctuaire de Lourdes aux environs de Gand — se trouve super fluvio Legia, c’est-à-dire « au bord de la Lys ». La racine hydronymique leg- / lig- est vraisemblablement d’étymologie celtique.

## Géographie

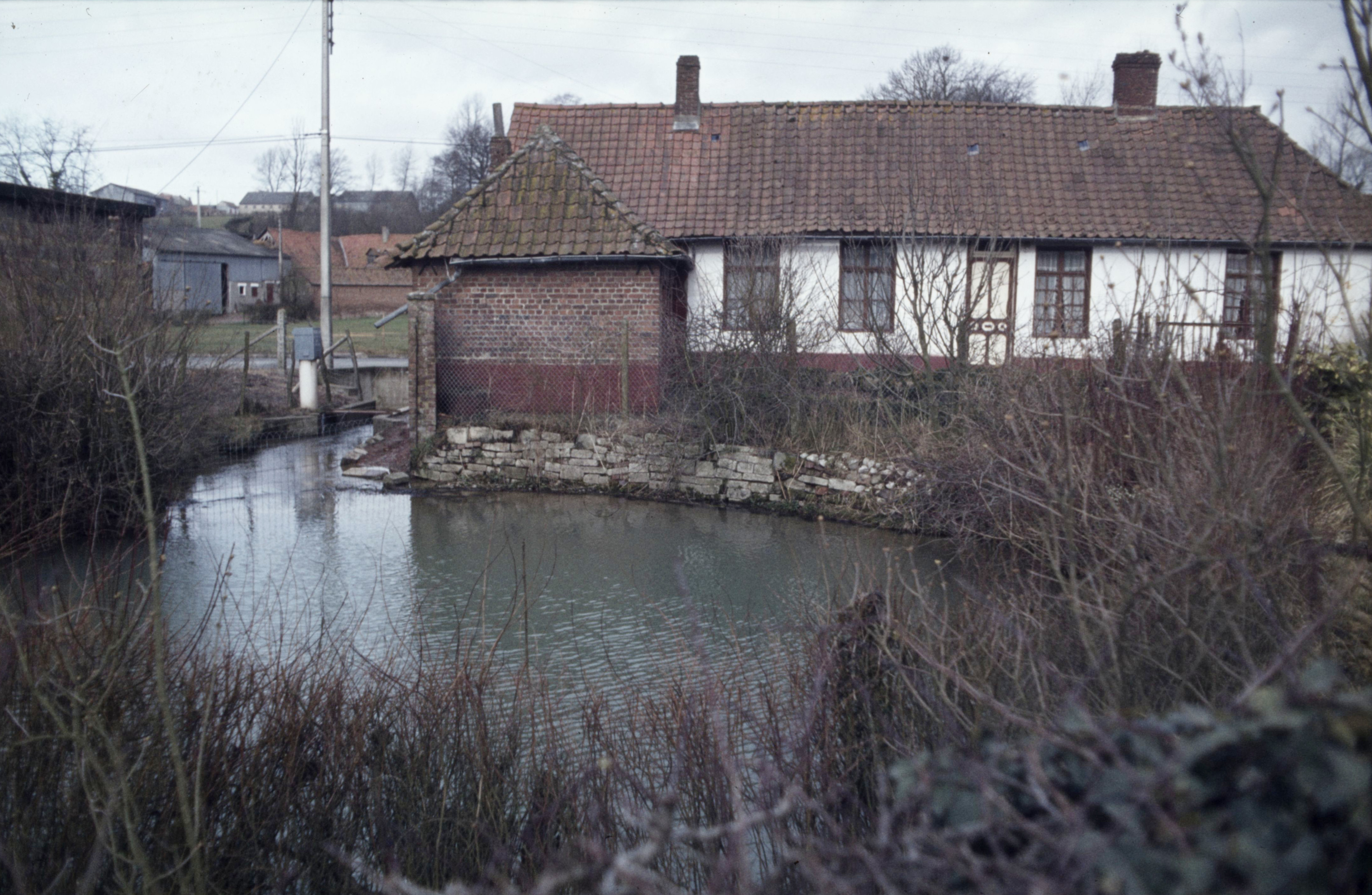
La source de la Lys à Lisbourg avant 1984. Photo Alfred Hannoir.

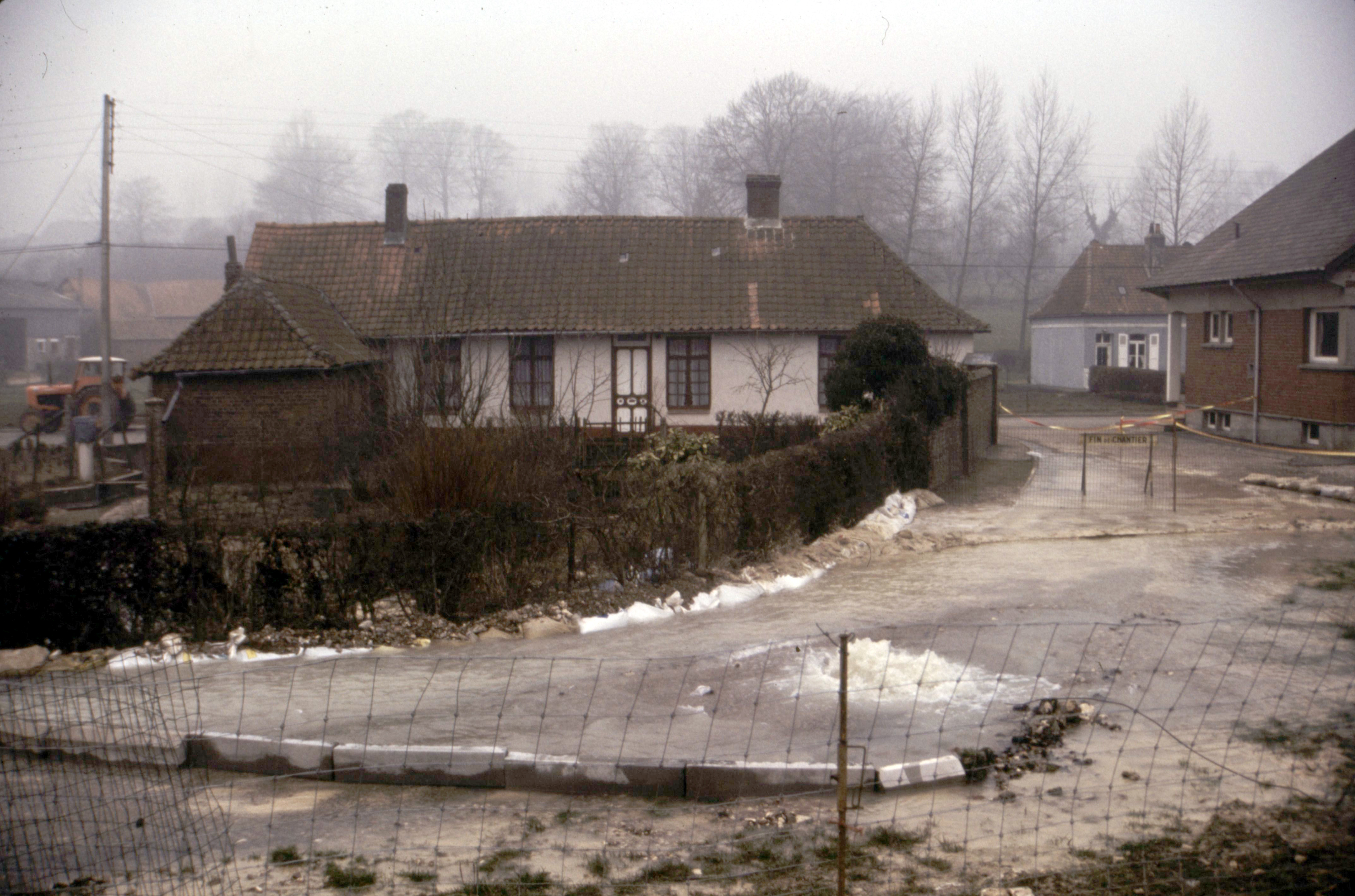
La source de la Lys, en février 1984, se déplace de quelques mètres, jaillissant soudain au milieu d'un chemin communal goudronné. Photo Alfred Hannoir.

Elle prend sa source à Lisbourg près de Fruges, en France, à l'altitude de 114,7 mètres. Dans la nuit du 11 février 1984, à cause d'éboulements souterrains, la Lys abandonne sa source historique pour jaillir sous une route communale en formant un geyser de quelques dizaines de centimètres de haut. Cette nouvelle source a été aménagée par la communauté de communes et l’association Lys sans frontières.
La première ville qu'elle traverse est Aire-sur-la-Lys. Dans le département du Pas-de-Calais, elle draine une vaste plaine d'effondrement tectonique : la Plaine de la Lys, large et remarquablement plane, qui constitue un des "pays" de la Flandre française.
Elle se jette dans l'Escaut à Gand à 4,45 mètres d'altitude, après un parcours de 195 kilomètres, dont 85 en France et 24,6 en frontière avec la Belgique d'Armentières à Menin.
La Vieille Lys aval est codifiée par le SANDRE sous le no « E3640600 ».

## Hydroécologie
La Lys est un cours d'eau à faible pente, qui après la dernière glaciation s'étalait sans doute sur une grande largeur (comme en témoigne l'étendue du lit majeur et de la plaine alluviale), avec de nombreux méandres irriguant de vastes zones humides.
Ces milieux ont été habités dès la préhistoire et cultivés et urbanisés dès le haut Moyen Âge.
La vallée de la Lys est encore un corridor biologique d'importance paneuropéenne, et d'importance majeure pour la trame bleue régionale pour les migrations d'oiseaux et d'organismes aquatiques notamment.
La qualité de l'eau, des berges et des sédiments s'est fortement dégradée dans les années 1970 à 1990. Selon l'Annuaire 2008 de la qualité de l'eau, La qualité de cette rivière est encore loin du bon état écologique visé par la Directive cadre sur l'eau pour 2015, mais montre quelques améliorations sur 2 stations (passant d'une mention « passable » à « bonne qualité » en amont d'Aire-sur-la-Lys, et en aval, à Deûlémont (frontière franco-belge). Une bonne qualité sur la Lys-rivière et la Laquette a été constatée en 2008, alors que les pluies de 2007 s'étaient traduites par des apports excessifs de matières en suspension et polluants (phosphore notamment). Les taux d'azote et de phosphore étaient encore trop élevés en 2008, surtout sur la partie aval de la rivière.

La qualité de la Clarence s'est améliorée d’une classe (pour ses deux stations) grâce à une diminution des apports en phosphore. Sa qualité est désormais « bonne» à Calonne-Ricouart, mais reste « passable » à Chocques.
Outre les amphibiens qui ont beaucoup régressé, l'anguille européenne est en forte régression et fait l'objet d'un effort de protection, cadré par une directive européenne.

## Bassin hydrographique
À l'arrivée de la Lys en Belgique, la superficie du bassin versant est de 2 900 km2. À l'amont de la confluence avec la Deûle, la superficie du bassin versant de la Lys est de 1 690 km2. À Gand, il est de 3 910 km2 au niveau du confluent avec l'Escaut

### Affluents

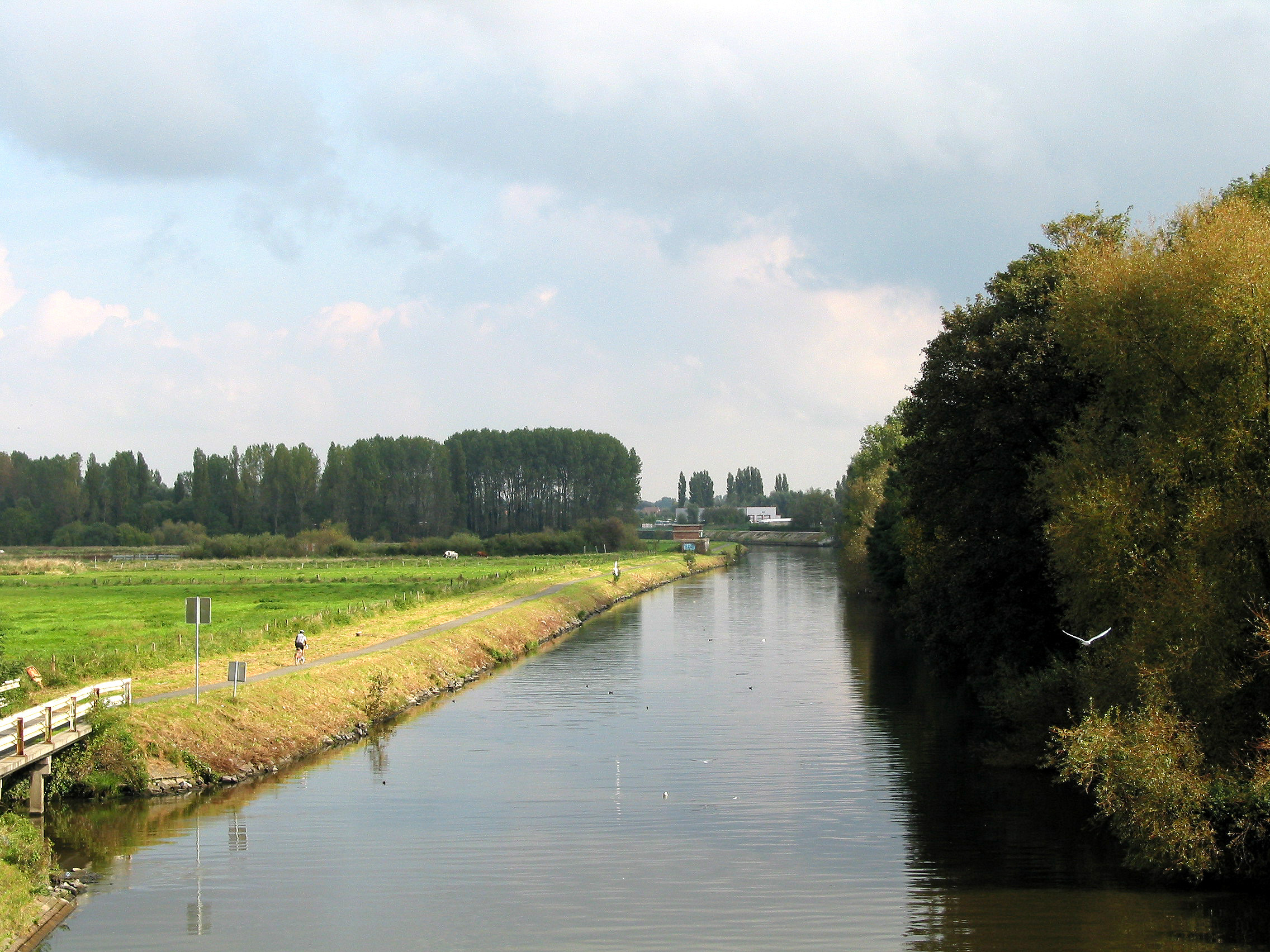
La Lys en aval du pont de Comines (Belgique) - Comines (France).

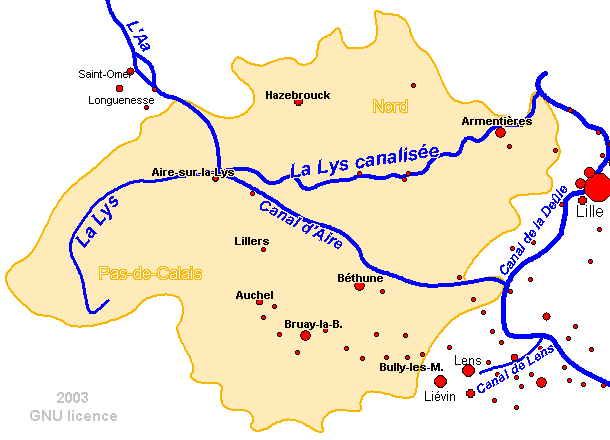
Contour du syndicat mixte du SAGE de la Lys.

#### Des sources àAire-sur-la-Lys
Rive gauche :
- Traxenne
- Fontaine bénite
- Petite Lys
- Liauwette
- Melde du Pas-de-Calais

Rive droite :
- Sources de Thérouanne
- Laquette

#### D'Aire-sur-la-LysàWervicq
- Brette
- Biette
- Blanche
- Loisne
- Melde du Nord
- Bourre
- Courant du Pont de Beurre
- Courant de la Maladrerie
- Becque du Doulieu
- Becque de Steenwerck
- Meteren Becque
- Becque de Nieppe
- Waterland Becque
- Becque d'Espierre
- Rabecque
- Rivière d'Esseu
- Douve
- Kortekerbeck
- Laque
- Lawe
- Guarbecque
- Rivière de Busnes
- Clarence
- Courant du pont Ronchon
- Courant du Frenelet
- Courant Mariage
- Becque du Biez
- Rivière des Layes
- Courant du pont Bertin
- Courant du Peindu
- Becque Germaine
- Deûle
- Becque de Neuville

### Inondations
Pour aider les aménageurs et habitants à se prémunir contre les effets des crues épisodiques, cette rivière a pour sa partie française (Lys supérieure) fait l'objet d'un atlas des zones inondables téléchargeable et d'une carte interactive.

## Hydrologie - Les débits à la frontière franco-belge

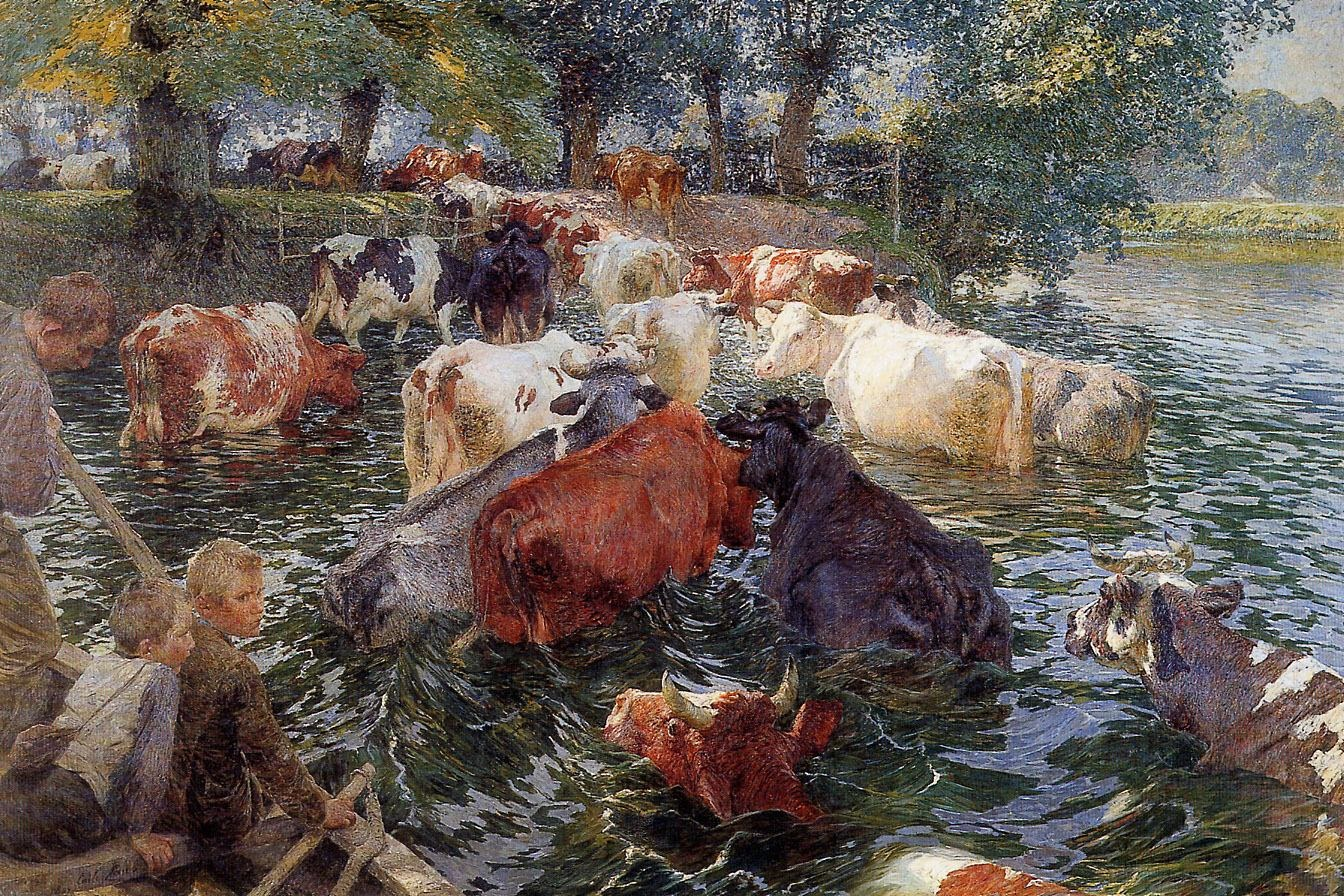
Vaches traversant la Lys, tableau d'Émile Claus. Sur des parties moins profondes de la Lys, les vaches pouvaient traverser à pied (à gué), de même que les chevaux et certains chariots et parfois les piétons. Ici la Lys est trop profonde, les animaux sont accompagnés d'une barque. De nos jours, les berges de béton ou palplanche empêchent ce type de traversées, et font des parties canalisées de la rivière un facteur de fragmentation écologique plus important qu'il ne l'était autrefois.

Le débit de la Lys a été observé sur une période de 19 ans (1961-1979), à Wervicq-Sud, localité du département du Nord située au niveau de la sortie de la rivière du territoire français. La surface prise en compte est de 2 900 km2, ce qui correspond à près des trois quarts de la totalité du bassin versant de la rivière.
Le module de la rivière à Wervicq-Sud est de 22,8 m3/s.
La Lys présente des fluctuations saisonnières de débit modérées. Les hautes eaux se déroulent de la fin de l'automne au début du printemps, et se caractérisent par des débits mensuels moyens allant de 25,0 à 35,6 m3/s, de novembre à avril inclus (avec un sommet en février). Dès fin mars, le débit diminue très progressivement ce qui mène aux basses eaux d'été-automne qui ont lieu de juillet à octobre, avec une baisse du débit mensuel moyen jusqu'au niveau de 12,8 m3 au mois d'août, ce qui reste très confortable. Mais les fluctuations de débit sont plus importantes selon les années, ou calculées sur de courtes périodes.
Aux étiages, le VCN3 peut chuter jusque 3,2 m3, en cas de période quinquennale sèche, ce qui correspond au profil de bien d'autres cours d'eau du nord-ouest de la France. Les crues de la Lys sont rarement dévastatrices. La série des QIX n'a pas été calculée, mais la série des QJX l'a été. Les QJX 2 et QJX 5 valent respectivement 83 et 130 m3/s. Le QJX 10 est de 150 m3/s, le QJX 20 de 180 m3, tandis que le QJX 50 n'a pas été calculé faute de durée d'observation suffisante. Le débit journalier maximal observé à Wervicq-Sud a été de 170 m3/s le 17 novembre 1974. Si l'on compare cette valeur à l'échelle des QJX de la rivière, l'on constate que cette crue n'était pas d'ordre vicennal.
La Lys est une rivière modérément abondante. La lame d'eau écoulée dans son bassin versant se monte à 249 millimètres annuellement, ce qui est inférieur à la moyenne d'ensemble de la France tous bassins confondus (320 millimètres), ainsi qu'à la moyenne d'ensemble de la Belgique (plus ou moins 380 millimètres). Le débit spécifique (ou Qsp) se monte à 7,9 litres par seconde et par kilomètre carré de bassin.

## Aménagements

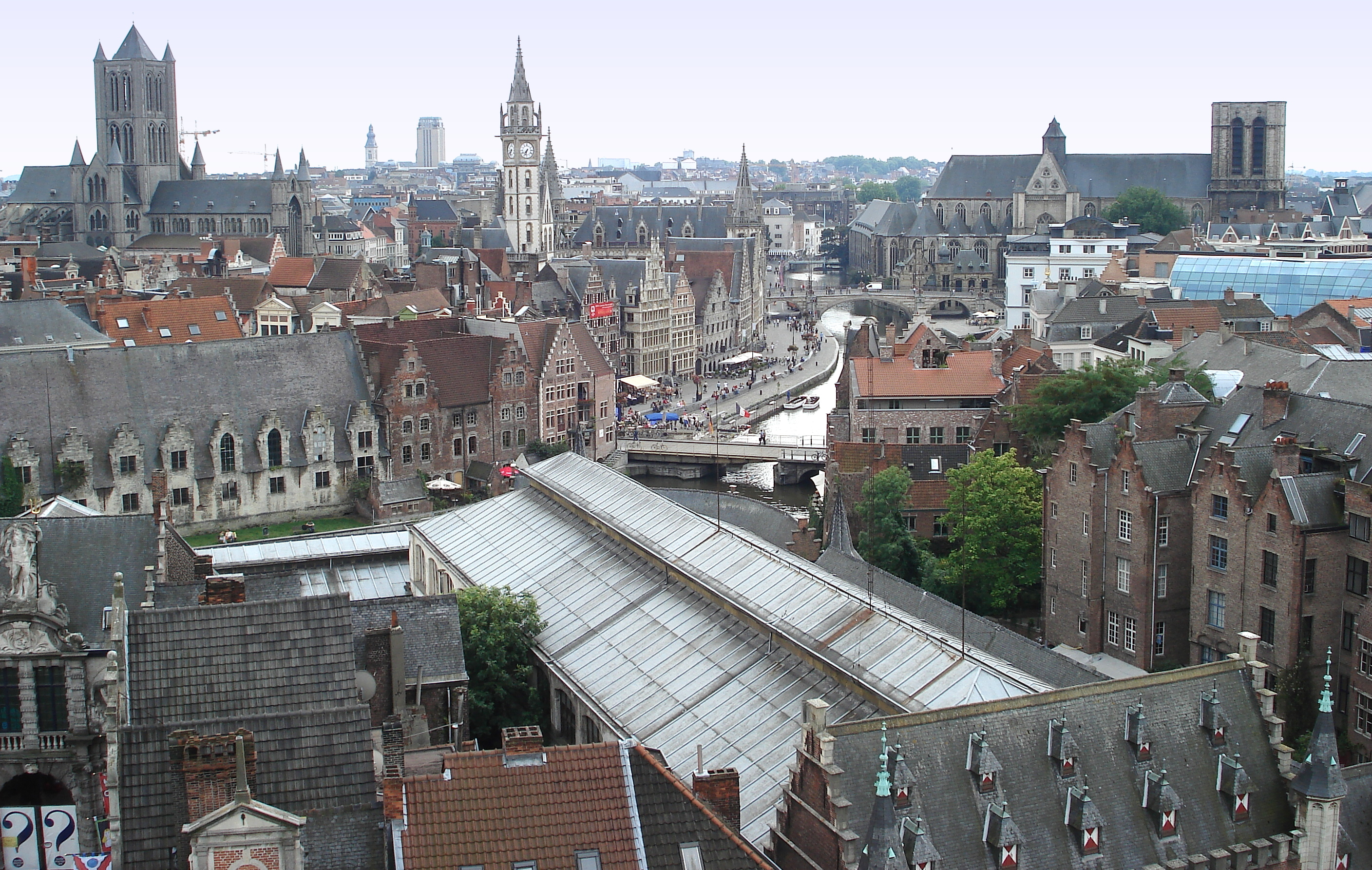
La Lys serpentant à travers la vieille ville de Gand.

La Lys est naturelle de sa source jusqu'à Aire-sur-la-Lys. Elle est ensuite canalisée.
Son schéma d'aménagement et de gestion des eaux (SAGE) est en cours de finalisation. Les collectivités locales concernées ont constitué un syndicat mixte dans ce but. Il s'agit du SYMSAGEL, c’est-à-dire le Syndicat Mixte pour le Schéma d'Aménagement et de Gestion des Eaux de la Lys. Il rassemble 226 communes (540 000 habitants) réparties entre le Nord et le Pas-de-Calais.

### La voie navigable en France
La rivière s'écoule avec une faible pente. La ville d'Aire-sur-la-Lys dans le Pas-de-Calais se trouve à la cote 18,90 mètres.
L'extrémité physique et administrative en France est située à Halluin dans le département du Nord (face à Menin en Belgique) et se trouve à la cote de 9,45 mètres.
La Lys est navigable en France sur 72 kilomètres, avec huit écluses sur ce parcours.
Le gabarit varie selon les parties de la rivière :
- d'Aire-sur-la-Lys à Deûlémont (au confluent de la Lys et de la Deûle) : au gabarit Freycinet, soit 39 m sur 5,20 m, avec un mouillage de 2,20 m et une hauteur libre de 3,90 m, soit un gabarit permettant le passage de péniches de 600 tonnes dans la traversée d’Armentières, et de 250 à 400 tonnes d'Armentières à Deûlémont[8] ;
- de Deûlémont jusqu'à Halluin-Menin : 110 m sur 11,40 m, mouillage de 3,00 m et hauteur libre de 3,90 m, calibré pour des transports de 1 350 tonnes[8].

C'est la Lys-aval qui reçoit le fret fluvial le plus important.

## La Lys et les artistes

### Émile Verhaeren
Le poète belge flamand d'expression française, Émile Verhaeren, a chanté la Lys. Dans son recueil « Toute la Flandre » se trouve un poème intitulé « La Lys ».

### Les peintres
Les bords de la Lys ont inspiré bien des peintres. À la fin du XIXe siècle, un groupe d'artistes se forma autour du sculpteur George Minne installé à Laethem-Saint-Martin depuis 1897 : Gustave van de Woestijne (1881-1947), les paysagistes Albijn Van den Abeele (1835-1918) et Valerius De Saedeleer (1867-1941). Au moment où se forme ce premier groupe de l'École de Laethem-Saint-Martin, Émile Claus est un grand monsieur fêté par la critique.

Emile Claus et la Lys
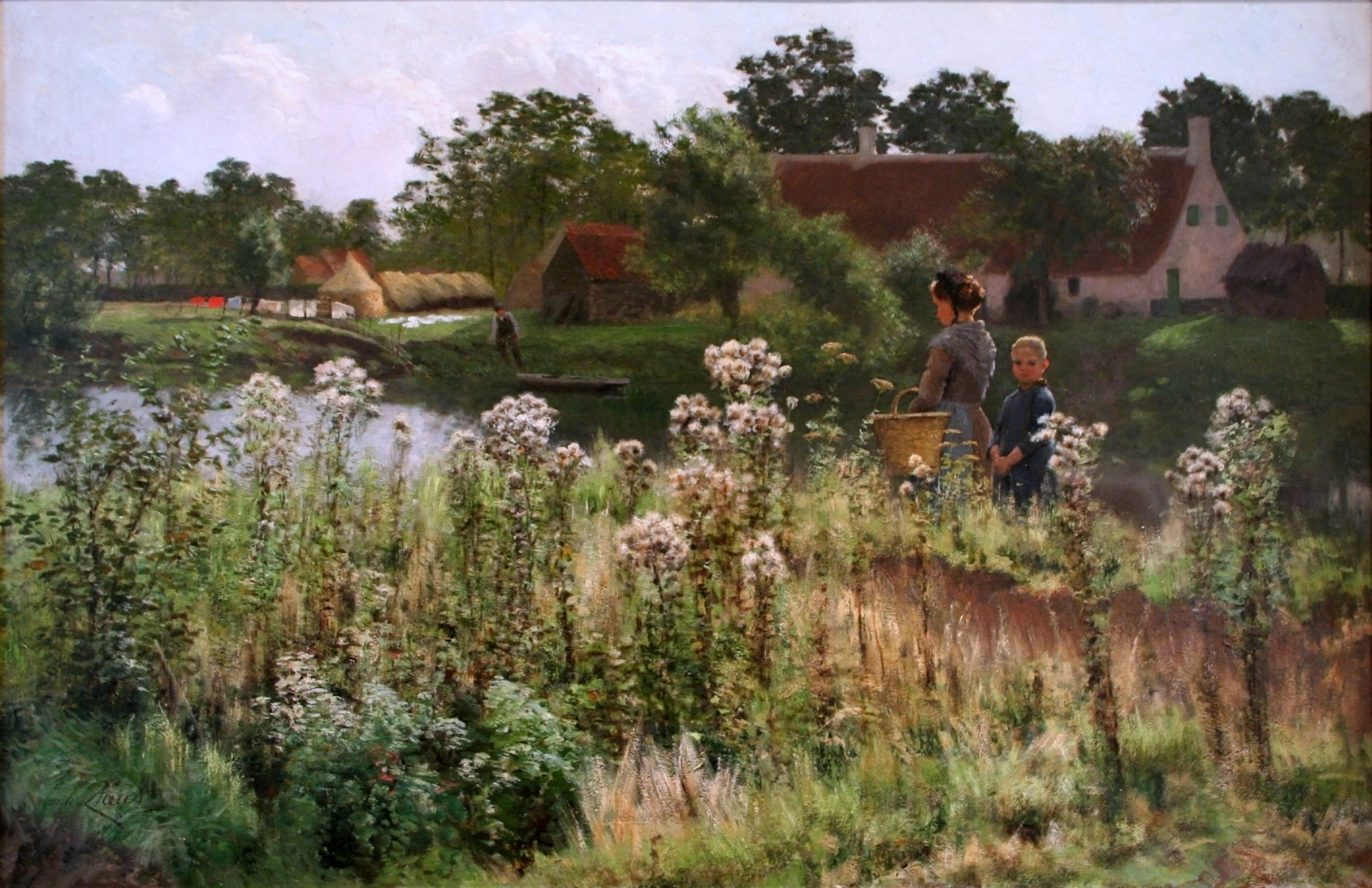
La Lys à Astene (Les Chardons) Émile Claus, vers 1885 Musée Groeninge, Bruges.
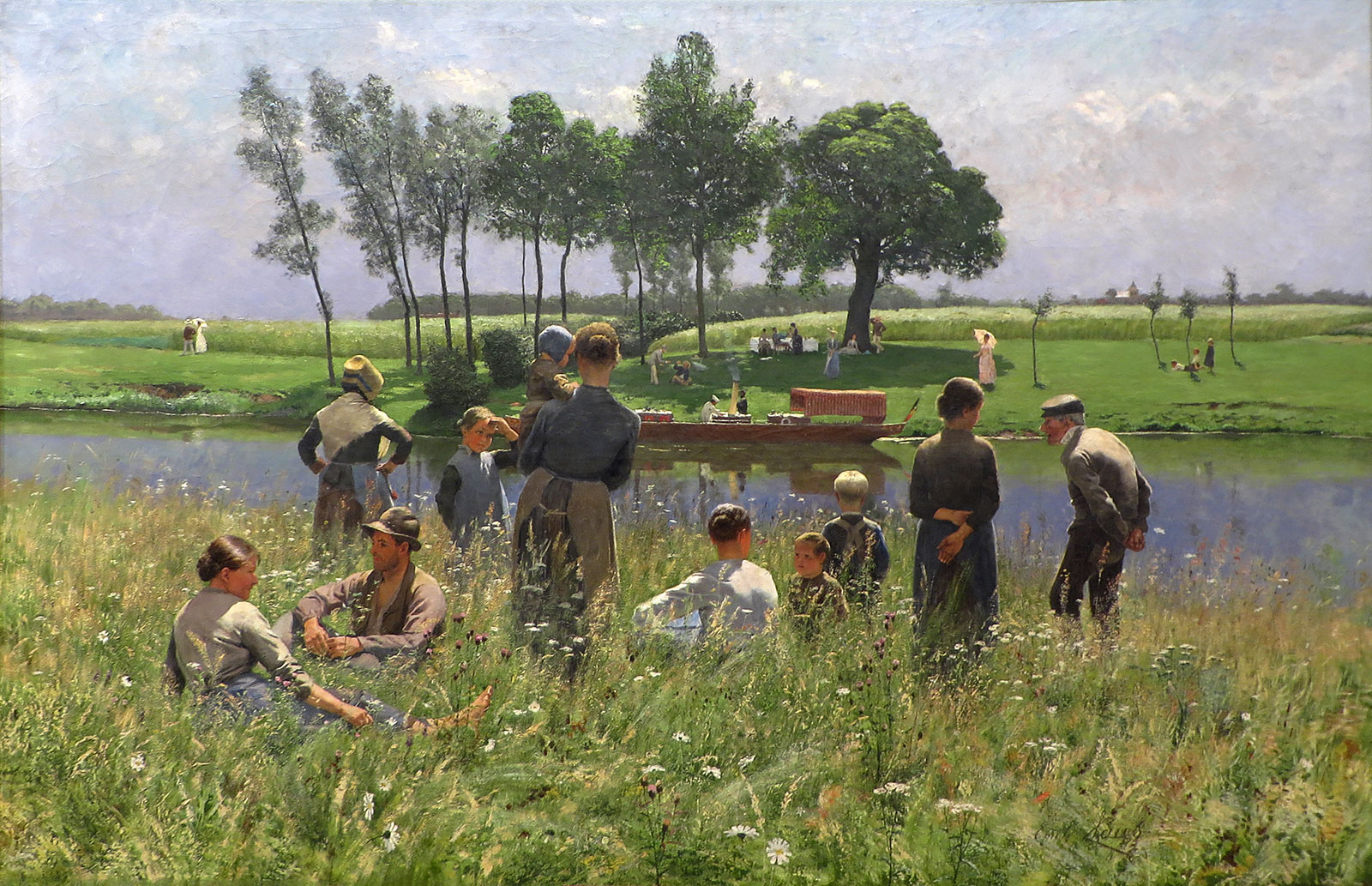
Pique-nique - Paysage sur la Lys Émile Claus, vers 1887 Institut royal du patrimoine artistique.
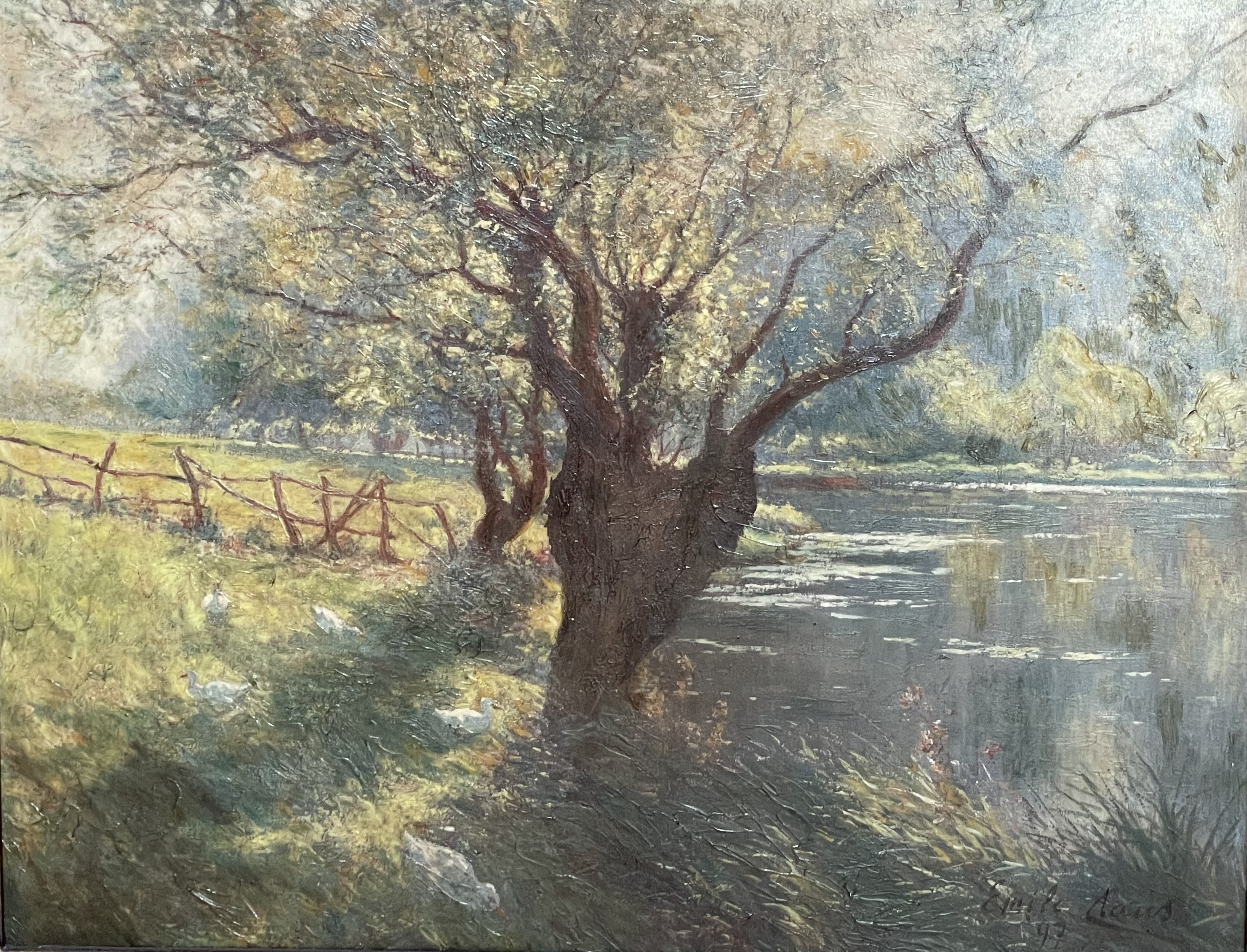
Printemps sur les bords de la Lys Émile Claus,1897 Collection privée.
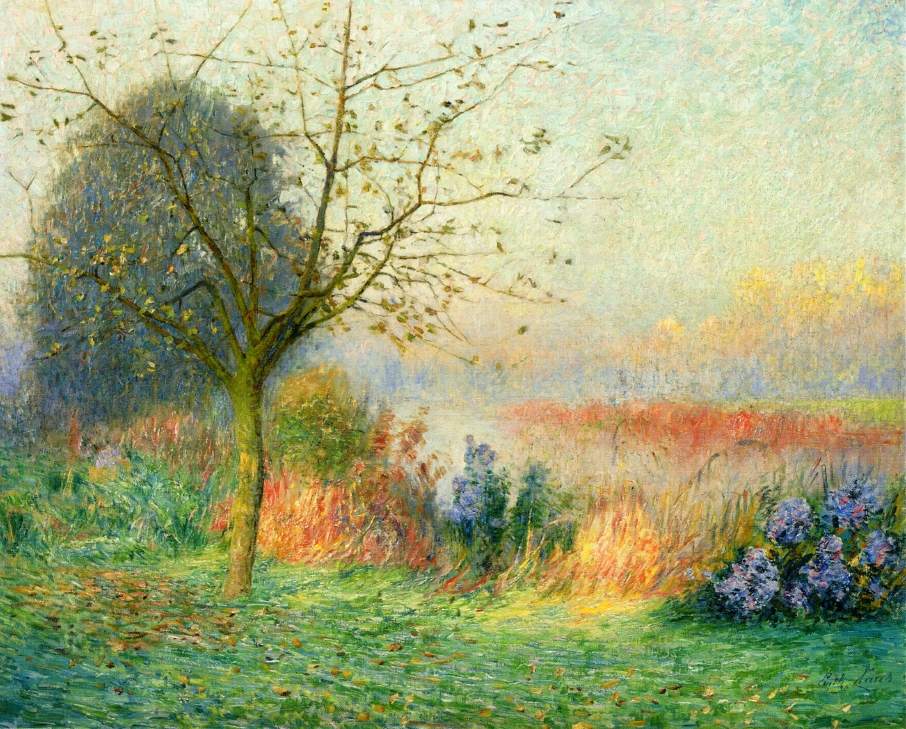
Octobre, le Matin au bord de la Lys Émile Claus, 1901 Collection privée.
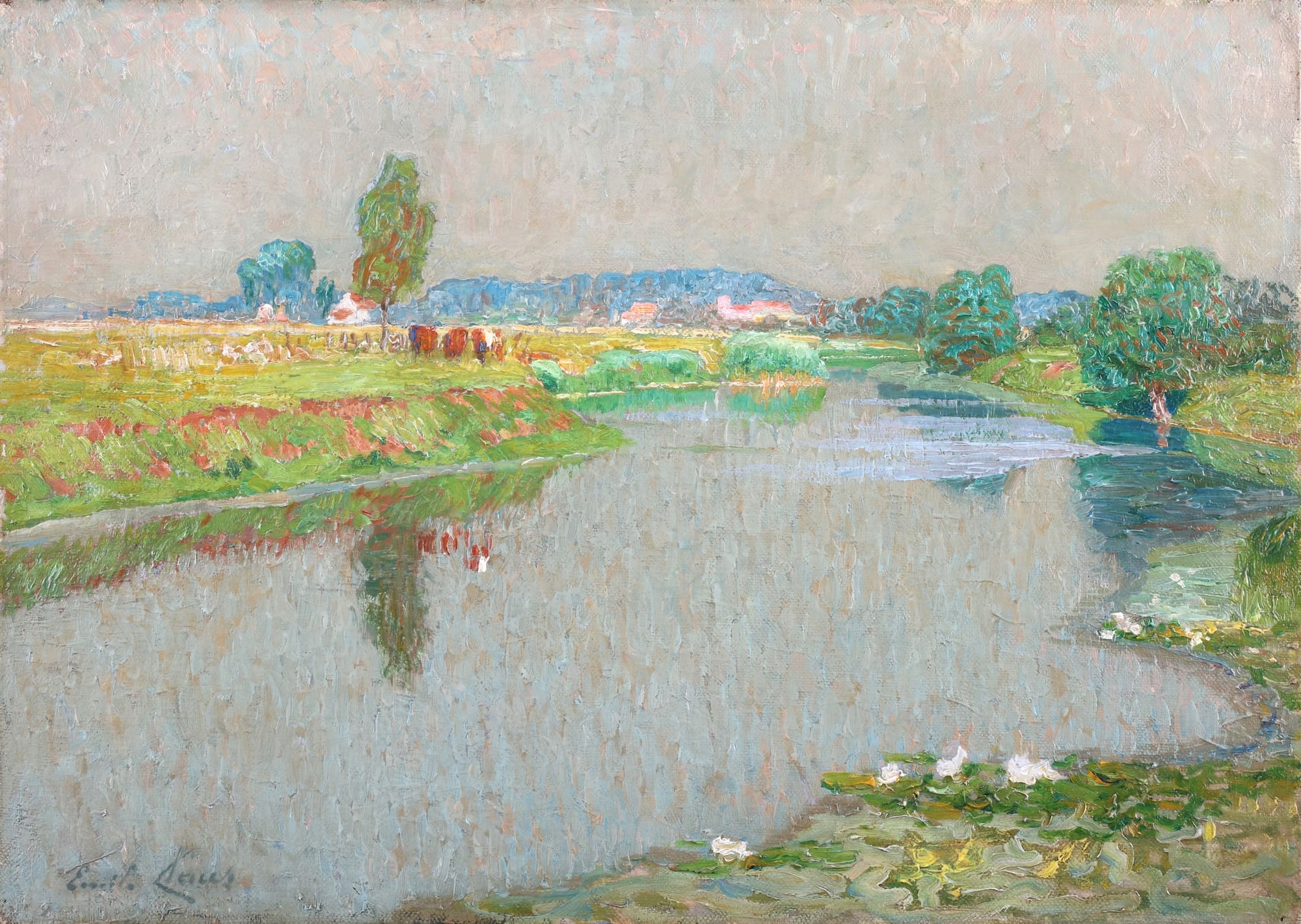
Paysage d'été avec la rivière Lys Émile Claus, 1912 Collection privée.

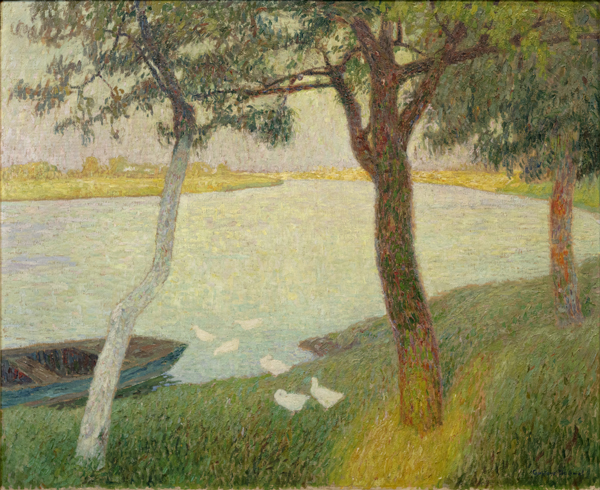
Canards sur la Lys
Gustave de Smet, vers 1911
Musée de Deinze et du Pays de la Lys.

Leurs recherches aboutirent, après la Première Guerre mondiale, à l'expressionnisme très marqué du deuxième groupe de Laethem-Saint-Martin dont le précurseur est Albert Servaes (1873-1967) et les principaux représentants Constant Permeke (1886-1952), Gust de Smet (1877-1943) et Frits van den Berghe (1883-1939).
À partir de 1923, Gustave de Smet habite avec van den Berghe à Afsnee, un village pittoresque au bord de la Lys, à deux pas de Laethem-Saint-Martin. Le galeriste Paul-Gustave van Hecke met sa maison de campagne d'Afsnee, à disposition des artistes. Pendant les week-ends et les mois d’été, cette Villa Malpertuis était un lieu de rencontre animé.

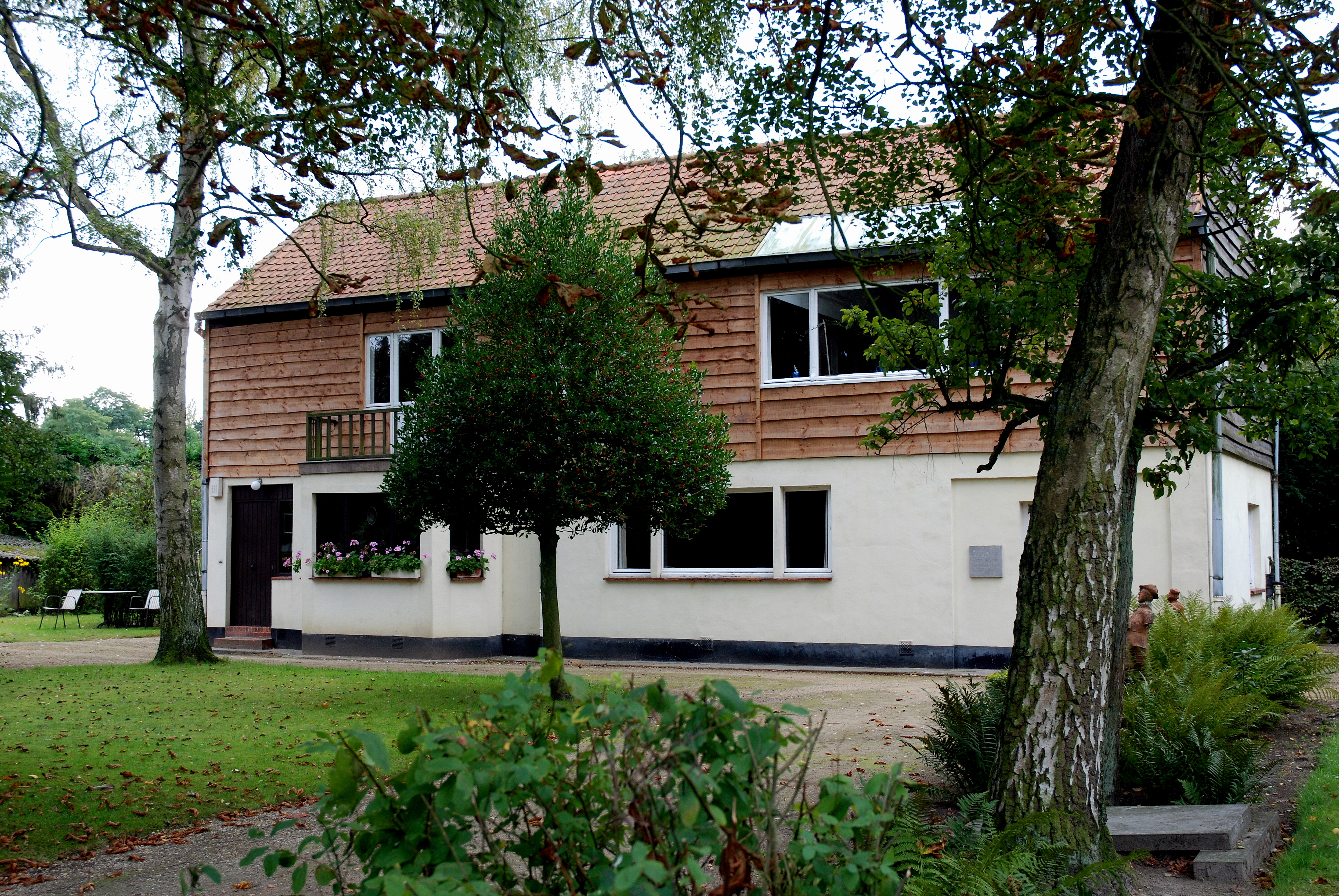
L'ancienne maison de l'artiste à Deurle
actuellement son musée.

En 1928, De Smet est à Deurle, où il peint des paysages animés, qui donnent du village flamand une vision paisible et pittoresque. Il s'y installe en 1929 dans une maison qu'il s'est fait construire au bord de la Lys. Il la quitte en 1935 et s'en fait construire une nouvelle, toujours à Deurle, mais en plein champ.

### Alexandre Dumas
Dans le célèbre roman Les Trois Mousquetaires, c'est dans la Lys, tout près d'Armentières plus précisément, que le corps de l'aventurière Milady de Winter est jeté après qu'elle a été exécutée.

## La fleur de Lys

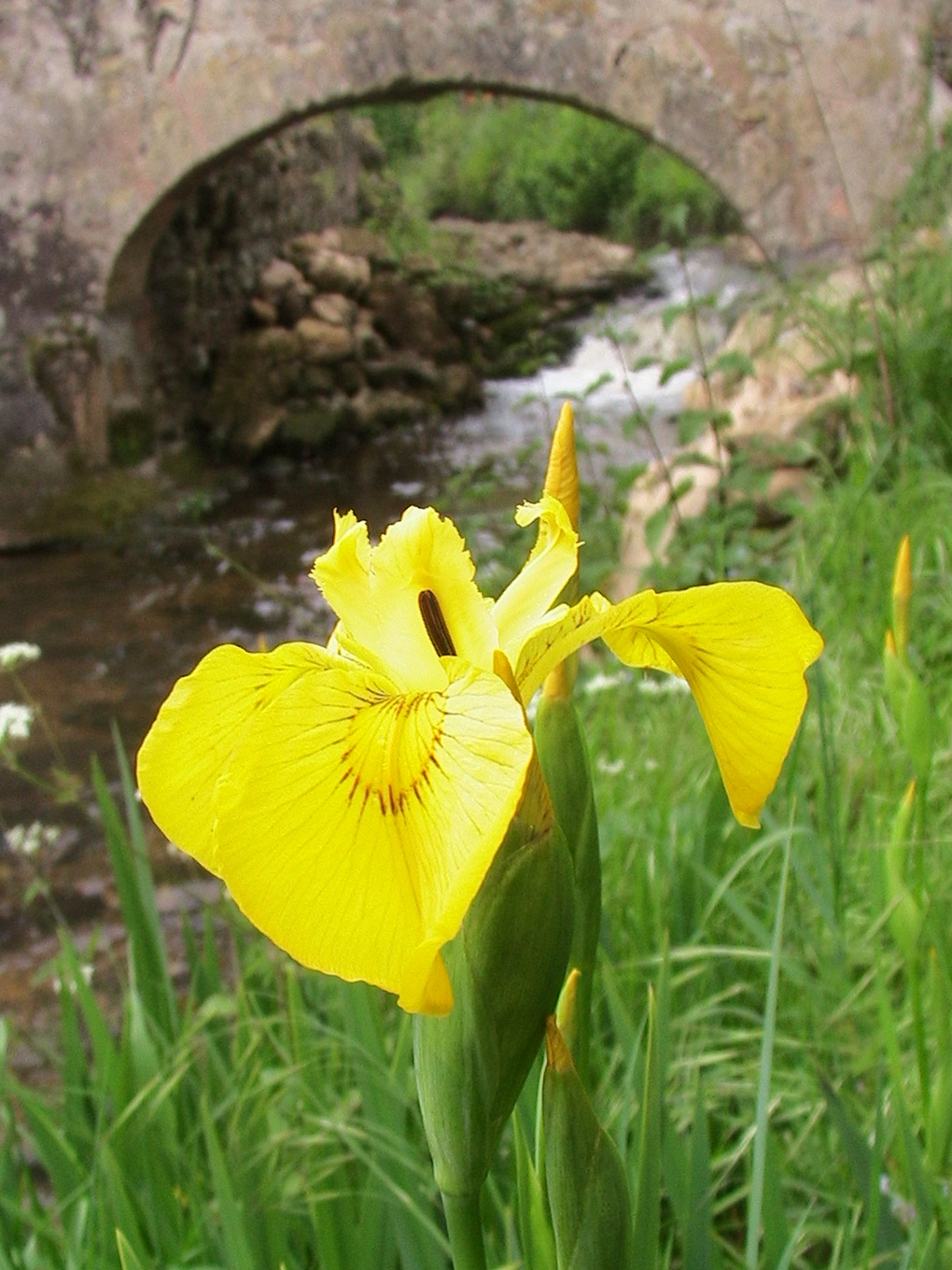
Iris pseudacorus L.

L'Iris Faux-Acore ou Iris Jaune pousse en abondance sur les rives de la Lys, le Seigneur d'Armentières en fit le motif de son blason. Lors de l'annexion de son fief par le roi des Francs, celui-ci aurait décidé à son tour de l'ajouter à son propre blason. C'est donc l'une des possibles origines de la « fleur de lys »… qui n'est pas un lys mais un iris.

## Histoire
- Bataille de la Lys , diverses batailles de l'histoire moderne